# مایکامر
مایکامر (به آلمانی: Maikammer) یک شهر در آلمان است که در زودلیشه واینشتراسه واقع شده‌است. مایکامر ۴٬۰۸۱ نفر جمعیت دارد.